# 雅赫摩斯-纳菲尔泰丽
雅赫摩斯-纳菲尔泰丽(Ahmose Nefertari)，是古埃及第十八王朝王后。

## 生平
| iaH · ms | nfr | M17 | t · D2 | Z4 |

| iaH · ms | nfr | M17 | t · D2 | Z4 |

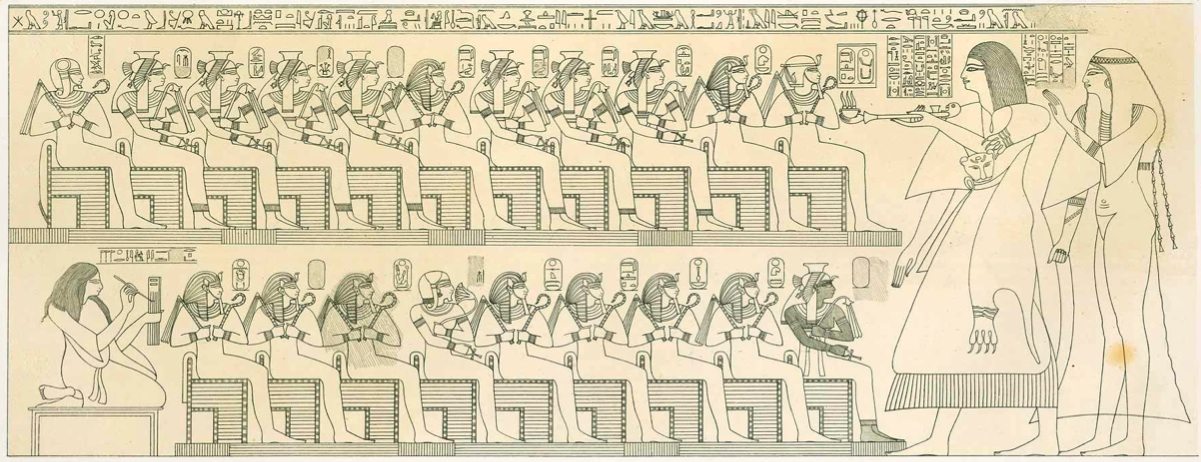
雅赫摩斯-纳菲尔泰丽（右下角）

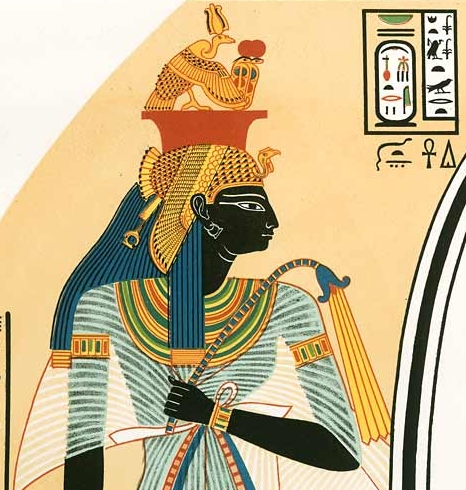
雅赫摩斯-纳菲尔泰丽

雅赫摩斯-納菲爾泰麗(公元前1562年-公元前1495年)是古埃及第十八王朝最出名的"黑皮肤皇后"，她是法老塞格嫩拉·陶與皇后爱赫特波一世的女儿。雅赫摩斯-納菲爾泰麗出生於其祖父陶一世統治年間(公元前1562年)。
在父親戰敗身亡後，考古人員曾經認為她曾嫁給了哥哥卡摩斯，但沒有任何證據顯示曾經有過這段婚姻的存在。卡摩斯去世後，她的哥哥雅赫摩斯一世成為了埃及十八王朝的第一任法老，他迎娶了雅赫摩斯-納菲爾泰麗，讓她成為皇后。
她继承了母亲强有力的性格，这种性格惠及了她的人民后来的王朝。雅赫摩斯一世重整了国土后，恢复了努比亚的和平，这使得他的儿子阿蒙霍特普一世即位后的国政欣欣向荣。雅赫摩斯一世去世後，王后像她的母亲愛赫特波一世协助他父亲一樣，在幕后协助兒子阿蒙霍特普一世执政。
年轻的阿蒙霍特普一世融合了他的父亲与祖父的性格中的刚强方面，以英勇善战和恢复神庙的功绩而被人们视为一位仁君。雅赫摩斯-纳菲尔泰丽劝说儿子要关心边境的安宁，给国家一个安全的生产环境。因此，阿蒙霍特普登位不久就到埃及南部以及叙利亚、利比亚等处视察边境。所幸，一切平静，没有战争的影子，也没有蓄意的挑衅，正是几代人梦寐以求的事情，也是几代法老努力的结果。回来后，阿蒙霍特普与母亲一道集中全力谋求国家的福利，在首都特别是在卡纳克建造了很多美丽的纪念物。
王后特别关心劳动者的疾苦，对于那些在西部底比斯墓地上的工作人员，她给予了更多的同情与关怀，以致于在她死后许多世纪以后，人民还颂扬着她的恩德。
雅赫摩斯-納菲爾泰麗於圖特摩斯一世統治第5年(公元前1495年)去世，享年77歲

## 家人

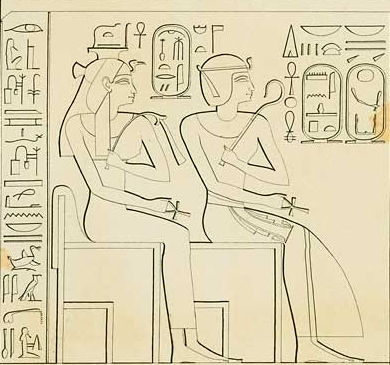
雅赫摩斯-纳菲尔泰丽与儿子阿蒙霍特普一世

雅赫摩斯-纳菲尔泰丽的父母是法老陶二世与爱赫特波一世，她与兄弟法老雅赫摩斯一世结婚，并且生有许多的孩子，以下为他们的孩子名单:
- 阿蒙霍特普一世，王子，他为古埃及十八王朝的第二位法老，其木乃伊现藏开罗博物馆
- 雅赫摩斯-美丽塔蒙，公主，阿蒙霍特普一世之妻，其木乃伊现藏开罗博物馆
- 姆特诺费雷特，公主，图特摩斯一世之妻
- 西阿蒙，王子，其木乃伊现藏开罗博物馆
- 拉摩斯，王子，与家人出现于大臣Inherkau的墓室(TT359)壁画上
- 雅赫摩斯-安柯，王子，与父母出现于一个石碑(现藏卢克索博物馆)，原為雅赫摩斯一世指定的王位繼承人，但在雅赫摩斯一世去世前死去。
- 西塔蒙，公主，其木乃伊现藏开罗博物馆

## 埋葬与木乃伊
雅赫摩斯-納菲爾泰麗與丈夫雅赫摩斯一世可能埋葬于Dra Abu el-Naga,但因盜墓者侵略盜墓，她與家人的木乃伊都被後世的大祭師移走。她与家人的木乃伊在停灵庙的木乃伊坑(DB320)发现,其木乃伊显示她死时已是77岁高齡,木乃伊的右手却遗失了。她们的木乃伊现藏开罗博物馆展览。